# هوفشتاتن آندر راب
هوفشتاتن آندر راب (به آلمانی: Hofstätten an der Raab) یک منطقهٔ مسکونی در اتریش است که در وایتس واقع شده‌است. هوفشتاتن آندر راب ۱۵٫۲۲ کیلومتر مربع مساحت دارد ۳۵۸ متر بالاتر از سطح دریا واقع شده‌است.